# Oregonterritoriet
Oregonterritoriet (engelska: Oregon Territory) var ett amerikanskt territorium under perioden 14 augusti 1848-14 februari 1859, varefter sydvästra delen av territoriet kom att ingå i den amerikanska delstaten Oregon. Ursprungligen gjorde flera länder anspråk på området (se Oregon Country), som delades upp mellan USA och Storbritannien 1846. Området omfattade delar av det som senare kom att bli delstaterna Oregon, Washington, och Idaho, samt delar av Wyoming och Montana. Huvudstad var först Oregon City, därefter Salem, följt av Corvallis, och slutligen Salem igen.

### Fotnoter
1. ↑  ”Oregon” (på engelska). World Statesmen. http://www.worldstatesmen.org/US_states_O-R.html#Oregon. Läst 20 juli 2015.